# Салаш на Верушићу
Салаш на Верушићу изграђен је 1911. године, када је подигнута стамбена зграда и штала (кошара). У исто време ископан је бунар и подигнут ђерам. Салаш са припадајућим зградама представља непокретно културно добро као споменик културе.
Мала кућа, крушна пећ и неколико шупа подигнуте су 1923. године. Трећа фаза је из 1960. године када је зазидан трем и измењена столарија у предњој соби, док је подоџак одвојен од предсобља.

## Изглед салаша
Првобитни тршчани кров је остао нетакнут, с тим да је преко њега постављен фалцовани цреп. Уз кошару су изградили шупу за хаптику. Десет година касније направљен је свињац и кокошињац. Кућа, штала и летња кухиња у основи затварају троугао. На крају ове целине је ђерам са појилом и крушна пећ. Иза ове ситуације, поређане су у полукругу остале привремене економске зграде, разне шупе за пољопривредне алате и тор за овце. У овом кругу наспрам чисте собе је чардак. Гувно је у трећем кругу иза привремених зграда. Салаш је изграђен на једном јутру земље. Једна трећина је била намењена за становање и газдовање, док је већи део дворишта била ливада.
Стамбена зграда је троделна са тремом. Са трема се улазило у кухињу, у предњу и задњу собу. Кухиња се састоји од два дела. Предњи део је служио за комуникацију, док је задњи део са подоџаком, банком и катланком и одводом служио за кување. Пробитни трем је био отворен, а у другој фази развоја куће, део трема испред чисте и стајаће собе је претворен у собицу и оставу.
У собама је земљани под. Прозори на стајаћој соби су дупли и двокрилни, док су у чистој соби једноструки двокрилни са дрвеним капцима и металним решеткама. У дневној соби са стране је мали прозор, такозвани „лебарник”. Сви зидови су од набоја, осим трема где су коришћени ваљци. Кровна конструкција је на распињаче. Сви зидови су глатки и окречени у бело. На забату је забележена година изградње.
Кошара је троделна са тремом. Већи део зграде намењен је крупној стоци, док је предњи део раније била летња кухиња, а данас остава за млечне производе. Део трема је зазидан и служио је као мали магазин за сено.
Летња кухиња је дводелна. Испред саме кухиње је узак улаз са зиданим димњаком куда се улазило у кухињу. У кухињи посебну пажњу заслужује паорска пећ са зиданим штедњаком. Зидови су од набоја. Кров је двосливни на распињаче, прекривен фалцованим црепом. Сви зидови су глатки и окречени у бело, док је под земљани. Прозор на главној фасади је трокрилни, двоструки, издељен на шест поља, док је прозор на западној фасади једнокрилни двоструки, са два окна.
На салашу има низ шупа које нису зидане од трајног материјала. Зидови су од трске или од летвица. Кров је једноставан без конструкције, само је наслагана слама или кукурузовина, која је ослоњена на дрвене облице.